# 全国自動車交通労働組合連合会
全国自動車交通労働組合連合会（ぜんこくじどうしゃこうつうろうどうくみあいれんごうかい、略称：全自交労連（ぜんじこうろうれん）、英語：National Federation of Automobile Transport Workers' Unions）は、ハイヤー、タクシー、観光バス、自動車教習所で働く労働者で組織している労働組合の全国組織である。日本労働組合総連合会（連合）、全日本交通運輸産業労働組合協議会（交運労協）、国際運輸労連（ITF）、世界労働組合連盟（世界労連）に加盟している。

## 概要
全自交労連には、36の都道府県に地方連合会・地方本部が置かれ、各地域において産業別の労働運動が進められている。